# Huai (Xia-König)
Huai (chinesisch 槐; nach Sima Zhen Hui gelesen) war der achte König der halblegendären Xia-Dynastie des alten China, der möglicherweise 44 Jahre regierte. Sein anderer Name ist Fen (芬).

## Biographie
Huai kam im Jahr des Wuzi (戊子) auf den Thron, nachdem sein Vater Zhu gestorben war.
Im 3. Jahr seiner Regentschaft kamen neun Barbaren in seine Hauptstadt.
Im 16. Jahr seiner Regierung kämpfte der Minister Luobo (洛伯) mit dem Minister Fengyi (冯夷) in He. Im 33. Jahr seiner Herrschaft setzte er den Sohn von Kunwu als Minister in Yousu (有苏) ein.
Er schuf das Gedicht und die Musik von Huantu im 36. Jahr seiner Herrschaft.
Nach den Aufzeichnungen des Großen Historikers regierte er 26 Jahre, nach den Bambusannalen jedoch 44 Jahre.
Sein Nachfolger war sein Sohn Mang.